# Szuper Beton
Szuper Beton es un equipo ciclista húngaro de categoría amateur.

## Historia
Fue creado para la temporada 2010 en la categoría Profesional Continental (2.ª división), con el nombre De Rosa-Stac Plastic, siendo la mayoría de corredores miembros del LPR Brakes en 2009. En 2011 se fusionaron con el equipo Ceramica Flaminia y pasaron a llamarse De Rosa-Ceramica Flaminia.
Aunque la licencia era irlandesa, la estructura era italiana así como la mayoría de los ciclistas. Luego del primer año, cambió sus dos patrocinadores principales en 2012, pasando a llamarse Utensilnord-Named.
Luego de escasos resultados, en 2013 contrató a varios ciclistas húngaros y trasladó su sede y la licencia a Hungría, además de bajar a la categoría Continental. 

## Corredor mejor clasificado en las Grandes Vueltas
| Año  | Giro de Italia | Tour de Francia | Vuelta a España |
| ---- | -------------- | --------------- | --------------- |
| 2010 | -              | -               | -               |
| 2011 | -              | -               | -               |
| 2012 | -              | -               | -               |
| 2013 | -              | -               | -               |
| 2014 | -              | -               | -               |
| 2015 | -              | -               | -               |

## Clasificaciones UCI
En su primer año, como equipo fusionado el equipo participó en carreras de 3 Circuitos Continentales, estando en las clasificaciones delUCI Europe Tour Ranking, UCI America Tour Ranking y UCI Asia Tour Ranking. Las clasificaciones del equipo y de su ciclista más destacado son las siguientes:
| Año                      | Clasificación por equipos | Mejor corredor en la clasificación individual | Posición |
| 2010-2011 (America Tour) | 40.º                      | Giorgio Brambilla                             | 359.º    |
| 2010-2011 (Asia Tour)    | 48.º                      | Michele Merlo                                 | 135.º    |
| 2010-2011 (Europe Tour)  | 44.º                      | Paolo Bailetti                                | 224.º    |
| 2011-2012 (America Tour) | 35.º                      | Marco Zanotti                                 | 128.º    |
| 2011-2012 (Europe Tour)  | 61.º                      | Filippo Baggio                                | 261.º    |
| 2012-2013 (Europe Tour)  | 24º                       | Krisztián Lovassy                             | 100º     |

## Palmarés
Para años anteriores, véase Palmarés del Szuper Beton

### Palmarés 2015

#### Circuitos Continentales UCI
| Fechas | Circuito | Carreras | Ganador |

#### Campeonatos nacionales
| Fechas      | Carreras                                 | Ganador        |
| 25 de junio | Campeonato de Hungría Contrarreloj (CRI) | Viktor Filutás |

## Plantilla
Para años anteriores, véase Plantillas del Szuper Beton

### Plantilla 2015
| Nombre         | Nacimiento | Nacionalidad | Equipo 2014    |
| Žolt Der       | 25/03/1983 | Hungría      | Utensilnord    |
| Viktor Filutás | 26/09/1996 | Hungría      | Neoprofesional |
| Gergo Gonczi   | 02/07/1996 | Hungría      | Neoprofesional |
| Botond Hollo   | 17/04/1992 | Hungría      | Utensilnord    |
| Zoltán Lengyel | 25/04/1995 | Hungría      | Utensilnord    |
| Bence Loki     | 19/12/1994 | Hungría      | Neoprofesional |
| Daniel Moricz  | 26/03/1996 | Hungría      | Neoprofesional |
| János Peliká   | 19/04/1995 | Hungría      | Neoprofesional |
| Tibor Roka     | 20/05/1996 | Hungría      | Neoprofesional |
| Barnabás Rózsa | 26/11/1995 | Hungría      | Neoprofesional |
| Zoltan Sipos   | 15/12/1991 | Hungría      | Tusnad (2013)  |

1. ↑  Hasta el 14 de julio.
2. ↑  Desde el 1 de agosto.

Stagiares

Desde el 1 de agosto, los siguientes corredores pasaron a formar parte del equipo como stagiaires (aprendices a prueba).
| Corredor        | Nacimiento | Nacionalidad | Equipo 2015 |
| --------------- | ---------- | ------------ | ----------- |
| Matteo Ferretti | 16/03/1991 | Italia       |             |